# حياة فرج
حياة فرج (مواليد 18 فبراير 1987) هي مصارِعة رومانية مصرية، وهي أول لاعبة تمثل مصر في الألعاب الأولمبية في منافسات المصارعة الرومانية من خلال دورة بكين 2008.

## المشاركة الأولمبية

### بكين 2008
| الرياضيّة | الحدث   | التصفيات                                 | دور الـ16        | ربع النهائي      | نصف النهائي      | إعادة التأهيل 1  | إعادة التأهيل 2  | النهائي / م ب    | النهائي / م ب |
| الرياضيّة | الحدث   | المنافِسَة النتيجة                         | المنافِسَة النتيجة | المنافِسَة النتيجة | المنافِسَة النتيجة | المنافِسَة النتيجة | المنافِسَة النتيجة | المنافِسَة النتيجة | الترتيب       |
| -------- | ------- | ---------------------------------------- | ---------------- | ---------------- | ---------------- | ---------------- | ---------------- | ---------------- | ------------- |
| حياة فرج | −63 كجم | راندي ميلر (الولايات المتحدة) · خ 0–3 PO | لم تتأهل         | لم تتأهل         | لم تتأهل         | لم تتأهل         | لم تتأهل         | لم تتأهل         | 13            |

## روابط خارجية
- حياة فرج على موقع قاعدة بيانات المصارعة الدولية (الإنجليزية)
- حياة فرج على موقع اللجنة الأولمبية الدولية (الإنجليزية)
- حياة فرج على موقع أوليمبيديا (الإنجليزية)